# Валлаури, Томассо
Томассо Валлаури (итал. Tommaso Vallauri; 23 января 1805, Кьюза-ди-Пезио, провинция Кунео, Пьемонт — 1 сентября 1897, Рим) — итальянский филолог-классик, историк литературы, педагог, политик, сенатор.

## Биография
Образование получил в 1820—1823 годах в туринском университете и по его окончании стал профессором латинской и греческой литературы, риторики. С 1843 года — профессор в Туринском университете .
Т. Валлаури считается одним из основательнейших знатоков классической литературы, содействовал развитию классического образования в Италии.
Из его трудов в этой области, кроме переработки латинско-итальянского словаря Баццарини (Турин, 1850—54) и составления школьного словаря (Турин, 1852—54), следует отметить издание сочинений Плавта: «Aulularia» (1853), «Miles gloriosus» (1854), «Trinumus» (1855) и «Menaechmi»; сочинений Авзония Помпы «De differentiis verborum», затем «Historia critica litterarum latinarum» (13 изд., 1888), «Epitome historiae graecae» (10 изд., 1887), «Epitome historiae romanae» (5 изд., 1876).
Кроме того, написал несколько сочинений по истории итальянской литературы: «Storia della poesia in Piemonte» (2 том, 1841); «Della società litteraria del Piemonte» (1844); «Storia della università degli studii del Piemonte» (3 т., 2 изд., 1875); «Il cavaliere marino in Piemonte» (3 изд., 1884).
Новеллы его 1883 г. вышли 6 изданием. Речи его изданы в «Opuscula varia» (1876); автобиография его: «Vita, scritta da esso» — в 1879 и письма его — в 1880 г.
Член туринской академии наук. В 1869 году стал членом Академии делла Круска. С 1882 года и до своей смерти был членом итальянского Сената .